# خط ناصف خلفي
الخَطُّ النَّاصِفُ الخَلْفِيّ أو خط متوسط خلفي (بالإنجليزية:posterior median line) هو خط سهمي على الجذع الخلفي في خط الوسط؛ مصطلح مشابه هو "الخط الفقري"، الذي يحدده النتوء الشوكي.
ومع ذلك، فإن هذا المصطلح ليس في ترمينولوجيا أناتوميكا (بالإنجليزية:Terminologia Anatomica).

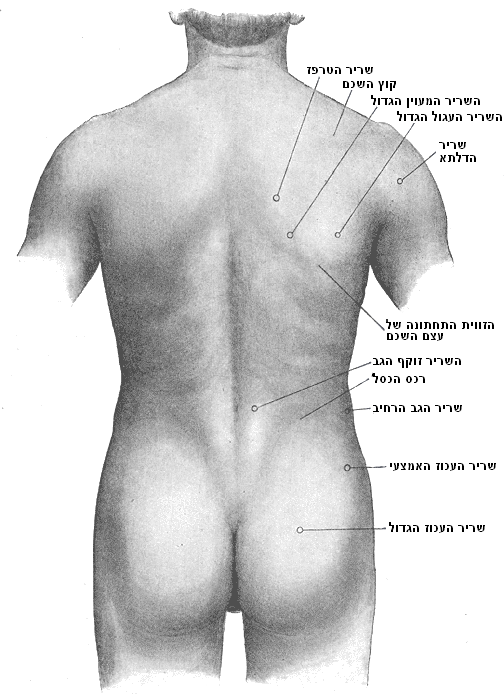
رسم توضيحي لظهر بشري.

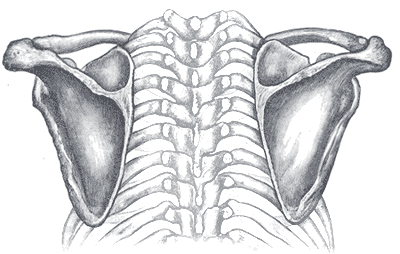
منظر خلفي لحزام الصدر والكتف.